# Acridocarpus staudtii
Espèce
Synonymes
- Acridocarpus smeathmannii var. staudtii Engl.[1]

Acridocarpus staudtii est une espèce de plantes à fleurs de la famille des Malpighiaceae et du genre Acridocarpus

## Étymologie
Son épithète spécifique staudtii rend hommage à Alois Staudt, collecteur de plantes au Cameroun à l'ère coloniale allemande, qui découvrit le premier spécimen.

## Distribution
Plusieurs spécimens furent collectés – sous le nom de Acridocarpus smeathmannii – par Staudt en 1896 à la station Johann-Albrechtshöhe de Kumba, près du lac Barombi Mbo (région du Sud-Ouest).